# لكواسم (لعمامرة لكواسم)
لكواسم هو دُوَّار يقع بجماعة بوسكورة، إقليم النواصر، جهة الدار البيضاء سطات في المملكة المغربية. ينتمي الدوّار لمشيخة لعمامرة لكواسم التي تضم 3 دواوير. وهو دوار الكواسم ودوار الجيلالي ودوار الواد . يقدر عدد سكانه بـ 2927 نسمة حسب الإحصاء الرسمي للسكان والسكنى لسنة 2004.

## روابط خارجية
- البوابة الوطنية للجماعات الترابية نسخة محفوظة 12 مارس 2018 على موقع واي باك مشين.
- المندوبية السامية للتخطيط